# مارسيو توريس
مارسيو توريس (بالبرتغالية: Márcio Torres‏) مواليد 24 يناير 1981 في بيلو هوريزونتي، هو لاعب كرة مضرب برازيلي يلعب باليد اليمنى. أعلى تصنيف له في الفردي كان المركز الـ 712 في سنة 2007. أعلى تصنيف له في الزوجي كان 132.

## روابط خارجية
- مارسيو توريس على موقع رابطة محترفي التنس (الإنجليزية)
- مارسيو توريس على موقع الاتحاد الدولي لكرة المضرب (الإنجليزية)
- مارسيو توريس على موقع خلاصة التنس.كوم (الإنجليزية)